# Brachysteleum gardneri
Brachysteleum gardneri là một loài rêu trong họ Ptychomitriaceae. Loài này được (Lesq.) Kindb. mô tả khoa học đầu tiên năm 1897.